# Alfredo Prucker
Alfredo Prucker, né le 13 mai 1926 et mort le 22 novembre 2015 à Ortisei , est un ancien spécialiste italien du combiné nordique.

## Biographie
Alfredo Prucker a participé à trois jeux olympiques en 1948, 1952 et 1956. Son meilleur résultat est une huitième place en 1956 en combiné nordique. Il a également remporté à six reprises le championnat d'Italie de combiné nordique, terminé deux fois deuxième et terminé une fois troisième.

## Résultats

### Jeux olympiques
| Épreuve / Édition | Épreuve / Édition | Saint-Moritz 1948 | Oslo 1952 | Cortina d'Ampezzo 1956 |
| ----------------- | ----------------- | ----------------- | --------- | ---------------------- |
| Combiné nordique  | Combiné nordique  | 14e               | 12e       | 8e                     |
| Ski de fond       | 18 km             | 29e               | 38e       | -                      |

### Championnat d'Italie
En ski de fond
Il a terminé en 1954 et 1956 à la troisième place du 50 km lors du Championnat d'Italie de ski de fond (it). 
En combiné nordique
Il a remporté le titre à six reprises : en 1950 et de 1952 à 1956.